# American League Division Series 2011

Detroit Tigers Gewinner der ALDS 1
Texas Rangers Gewinner der ALDS 2

Die American League Division Series 2011 (ALDS) im Baseball fand zwischen dem 30. September und dem 6. Oktober 2011 statt und war Teil der Postseason der MLB-Saison 2011. Mit ihr wurde ermittelt, welche beiden Teams in der American League Championship Series 2011 gegeneinander antreten. Es handelte sich um zwei Best-of-Five-Serien, an denen die Sieger der drei Divisionen der American League sowie ein Wildcard-Team teilnahmen. Die Paarungen lauteten:
- New York Yankees (Sieger der Eastern Division, 97-65) gegen Detroit Tigers (Sieger der Central Division, 95-67). Die Yankees und die Tigers trafen sich zum zweiten Mal, nachdem 2006 Detroit mit 3:1 gewonnen hatte.
- Texas Rangers (Sieger der West Division, 96-66) gegen Tampa Bay Rays (Wildcard-Team, 91-71). Die Rays und die Rangers trafen zum zweiten Mal in Folge in der ALDS aufeinander. Im Jahr zuvor hatten sich die Rangers mit 3:2 durchgesetzt.

## Ergebnisübersicht

### New York Yankees gegen Detroit Tigers
| Spiel                         | Datum                               | Ergebnis                                   | Gesamtstand (NYY – DET) | Ort            | Spielzeit | Zuschauer |
| ----------------------------- | ----------------------------------- | ------------------------------------------ | ----------------------- | -------------- | --------- | --------- |
| Spiel 1                       | 30. September 2011‡ 1. Oktober 2011 | Detroit Tigers – 3 @ New York Yankees – 9  | 1 – 0                   | Yankee Stadium | 3:26      | 50.940    |
| Spiel 2                       | 2. Oktober 2011                     | Detroit Tigers – 5 @ New York Yankees – 3  | 1 – 1                   | Yankee Stadium | 3:34      | 50.596    |
| Spiel 3                       | 3. Oktober 2011                     | New York Yankees – 4 @ Detroit Tigers – 5  | 1 – 2                   | Comerica Park  | 3:14      | 43.581    |
| Spiel 4                       | 4. Oktober 2011                     | New York Yankees – 10 @ Detroit Tigers – 1 | 2 – 2                   | Comerica Park  | 3:10      | 43.527    |
| Spiel 5                       | 6. Oktober 2011                     | Detroit Tigers – 3 @ New York Yankees – 2  | 2 – 3                   | Yankee Stadium | 3:34      | 50.960    |
| Detroit Tigers gewinnen 3 – 2 |                                     |                                            |                         |                |           |           |

‡: Das Spiel wurde während der unteren Hälfte der 2. Inning wegen starkes Regens abgebrochen und am 1. Oktober nachgespielt.

### Texas Rangers gegen Tampa Bay Rays
| Spiel                        | Datum              | Ergebnis                               | Gesamtstand (TEX – TB) | Ort                           | Spielzeit | Zuschauer |
| ---------------------------- | ------------------ | -------------------------------------- | ---------------------- | ----------------------------- | --------- | --------- |
| Spiel 1                      | 30. September 2011 | Tampa Bay Rays – 9 @ Texas Rangers – 0 | 0 – 1                  | Rangers Ballpark in Arlington | 3:00      | 50.498    |
| Spiel 2                      | 1. Oktober 2011    | Tampa Bay Rays – 6 @ Texas Rangers – 8 | 1 – 1                  | Rangers Ballpark in Arlington | 3:28      | 51.351    |
| Spiel 3                      | 3. Oktober 2011    | Texas Rangers – 4 @ Tampa Bay Rays – 3 | 2 – 1                  | Tropicana Field               | 3:51      | 32.828    |
| Spiel 4                      | 4. Oktober 2011    | Texas Rangers – 4 @ Tampa Bay Rays – 3 | 3 – 1                  | Tropicana Field               | 3:05      | 28.299    |
| Texas Rangers gewinnen 3 – 1 |                    |                                        |                        |                               |           |           |

## Detroit Tigers gegen  New York Yankees

### Spiel 1, 30. September 2011 (verschoben auf 1. Oktober wegen starkes Regens)
20:37 EDT, Yankee Stadium, New York City
| Team     | 1 | 2 | 3 | 4 | 5 | 6 | 7 | 8 | 9 | R | H  | E |
| -------- | - | - | - | - | - | - | - | - | - | - | -- | - |
| Detroit  | 1 | 0 | 0 | 0 | 0 | 0 | 0 | 0 | 2 | 3 | 7  | 0 |
| New York | 1 | 0 | 0 | 0 | 1 | 6 | 0 | 1 | X | 9 | 11 | 0 |

WP: Iván Nova (1-0)   LP: Doug Fister (0-1)  
Das Spiel begann mit einem two-out one-run Home Run für die Tigers von Delmon Young, was sofort von den Yankees beglichen wurde, nachdem sie einen No-Hit-Run erzielten. Der Batter Derek Jeter erreichte First Base durch Uncaught Third Strike, danach kam er zum Third Base nach Curtis Grandersons Walk und Robinson Canós Groundout und dann erzielte er den Run durch einen Groundout von Alex Rodríguez. Das Spiel wurde in der Mitte des zweiten Innings wegen starkes Regens abgebrochen und für den nächsten Tag verschoben, was auch das zweite Spiel um einen Tag verschob.

### Spiel  2, 2. Oktober 2011
20:37 EDT, Yankee Stadium, New York City
| Team     | 1 | 2 | 3 | 4 | 5 | 6 | 7 | 8 | 9 | R | H | E |
| -------- | - | - | - | - | - | - | - | - | - | - | - | - |
| Detroit  | 2 | 0 | 0 | 0 | 0 | 2 | 0 | 0 | 1 | 5 | 9 | 0 |
| New York | 0 | 0 | 0 | 0 | 0 | 0 | 0 | 1 | 2 | 3 | 5 | 1 |

WP: Max Scherzer (1-0)   LP: Freddy García (0-1)  

### Spiel 3, 3. Oktober 2011
20:37 EDT, Comerica Park in Detroit, Michigan
| Team     | 1 | 2 | 3 | 4 | 5 | 6 | 7 | 8 | 9 | R | H | E |
| -------- | - | - | - | - | - | - | - | - | - | - | - | - |
| New York | 2 | 0 | 0 | 0 | 0 | 0 | 2 | 0 | 0 | 4 | 6 | 0 |
| Detroit  | 0 | 0 | 2 | 0 | 1 | 1 | 1 | 0 | X | 5 | 8 | 0 |

WP: Justin Verlander (1-0)   LP: Rafael Soriano (0-1)  SV: José Valverde (1)  

### Spiel 4, 4. Oktober 2011
20:37 EDT, Comerica Park in Detroit, Michigan
| Team     | 1 | 2 | 3 | 4 | 5 | 6 | 7 | 8 | 9 | R  | H  | E |
| -------- | - | - | - | - | - | - | - | - | - | -- | -- | - |
| New York | 0 | 0 | 2 | 0 | 2 | 0 | 0 | 6 | 0 | 10 | 13 | 0 |
| Detroit  | 0 | 0 | 0 | 1 | 0 | 0 | 0 | 0 | 0 | 1  | 4  | 0 |

WP: A. J. Burnett (1-0)   LP: Rick Porcello (0-1)  

### Spiel 5, 6. Oktober 2011
20:07 EDT, Yankee Stadium, New York City
| Team     | 1 | 2 | 3 | 4 | 5 | 6 | 7 | 8 | 9 | R | H | E |
| -------- | - | - | - | - | - | - | - | - | - | - | - | - |
| Detroit  | 0 | 0 | 0 | 0 | 0 | 0 | 0 | 0 | 0 | 0 | 0 | 0 |
| New York | 0 | 0 | 0 | 0 | 0 | 0 | 0 | 0 | 0 | 0 | 0 | 0 |

WP: Doug Fister (1-1)   LP: Iván Nova (1-1)  SV: José Valverde (2)  

### Zusammenfassung der Ergebnisse
ALDS 2011 (3–2): Detroit Tigers besiegen New York Yankees
| Team                                                               | 1 | 2 | 3 | 4 | 5 | 6 | 7 | 8 | 9 | R  | H  | E |
| ------------------------------------------------------------------ | - | - | - | - | - | - | - | - | - | -- | -- | - |
| Detroit Tigers                                                     | 3 | 0 | 2 | 1 | 1 | 3 | 1 | 0 | 3 | 14 | 28 | 0 |
| New York Yankees                                                   | 3 | 0 | 2 | 0 | 3 | 6 | 2 | 8 | 2 | 26 | 35 | 1 |
| Zuschauer insgesamt:188.644 Durchschnittliche Zuschauerzahl:47.161 |   |   |   |   |   |   |   |   |   |    |    |   |

## Tampa Bay Rays gegen Texas Rangers

### Spiel 1, 30. September 2011
17:07 EDT, Rangers Ballpark in Arlington in Arlington, Texas
| Team      | 1 | 2 | 3 | 4 | 5 | 6 | 7 | 8 | 9 | R | H  | E |
| --------- | - | - | - | - | - | - | - | - | - | - | -- | - |
| Tampa Bay | 0 | 3 | 3 | 0 | 2 | 0 | 0 | 0 | 1 | 9 | 11 | 0 |
| Texas     | 0 | 0 | 0 | 0 | 0 | 0 | 0 | 0 | 0 | 0 | 2  | 1 |

WP: Matt Moore (1-0)   LP: C. J. Wilson (0-1)  
Die Rays überraschten mit ihrer Entscheidung, den unerfahrenen Pitcher Matt Moore zum erst zweiten Mal überhaupt als Starter einzusetzen. Er zeigte aber eine starke Leistung für sieben Innings, wobei er nur zwei Hits erlaubte und sechs Strike-Outs erzielte. Die Gäste aus Tampa Bay waren auch beim Batting nicht zu stoppen. Nach einem Zwei-Run-Home-Run von Johnny Damon im zweiten Inning sorgte der sehr gut mit Moore harmonierende Catcher Kelly Shoppach durch zwei Home Runs mit insgesamt 5 RBIs für die beruhigende und letztlich entscheidende 8:0-Führung. Die beiden einzigen Hits für die Rangers erzielte Josh Hamilton, dessen schillernde Karriere 1999 im Franchise-System der Rays begann.

### Spiel 2, 1. Oktober 2011
19:07 EDT, Rangers Ballpark in Arlington in Arlington, Texas
| Team      | 1 | 2 | 3 | 4 | 5 | 6 | 7 | 8 | 9 | R | H  | E |
| --------- | - | - | - | - | - | - | - | - | - | - | -- | - |
| Tampa Bay | 1 | 0 | 0 | 2 | 0 | 0 | 3 | 0 | 0 | 6 | 9  | 0 |
| Texas     | 0 | 0 | 0 | 5 | 0 | 2 | 0 | 1 | X | 8 | 10 | 1 |

WP: Derek Holland (1-0)   LP: James Shields (0-1)  SV: Neftali Feliz (1)  

### Spiel 3, 3. Oktober 2011
17:07 EDT, Tropicana Field in Saint Petersburg, Florida
| Team      | 1 | 2 | 3 | 4 | 5 | 6 | 7 | 8 | 9 | R | H | E |
| --------- | - | - | - | - | - | - | - | - | - | - | - | - |
| Texas     | 0 | 0 | 0 | 0 | 0 | 0 | 4 | 0 | 0 | 4 | 9 | 0 |
| Tampa Bay | 0 | 0 | 0 | 1 | 0 | 0 | 1 | 1 | 0 | 3 | 6 | 0 |

WP: Colby Lewis (1-0)   LP: David Price (0-1)  SV: Neftali Feliz (2)  

### Spiel 4, 4. Oktober 2011
14:07 EDT, Tropicana Field in Saint Petersburg, Florida
| Team      | 1 | 2 | 3 | 4 | 5 | 6 | 7 | 8 | 9 | R | H | E |
| --------- | - | - | - | - | - | - | - | - | - | - | - | - |
| Texas     | 1 | 1 | 0 | 1 | 0 | 0 | 1 | 0 | 0 | 4 | 6 | 0 |
| Tampa Bay | 0 | 1 | 0 | 1 | 0 | 0 | 0 | 0 | 1 | 3 | 7 | 0 |

WP: Matt Harrison (1-0)   LP: Jeremy Hellickson (0-1)  SV: Neftali Feliz (3)  

### Zusammenfassung der Ergebnisse
ALDS 2011 (3–1): Texas Rangers besiegen Tampa Bay Rays
| Team                                                               | 1 | 2 | 3 | 4 | 5 | 6 | 7 | 8 | 9 | R  | H  | E |
| ------------------------------------------------------------------ | - | - | - | - | - | - | - | - | - | -- | -- | - |
| Texas Rangers                                                      | 1 | 1 | 0 | 6 | 0 | 2 | 5 | 1 | 0 | 16 | 27 | 2 |
| Tampa Bay Rays                                                     | 1 | 4 | 3 | 4 | 2 | 0 | 4 | 1 | 2 | 21 | 33 | 0 |
| Zuschauer insgesamt:162.976 Durchschnittliche Zuschauerzahl:40.744 |   |   |   |   |   |   |   |   |   |    |    |   |